# Hockey en sillas de ruedas eléctricas
El hockey en sillas de ruedas eléctricas (HSRE) es un deporte de pelota en equipo para personas con discapacidad. 

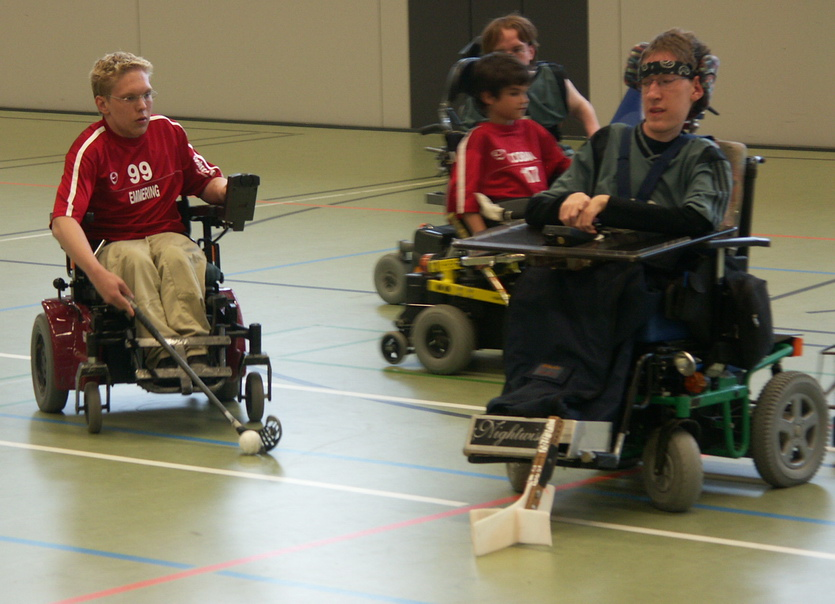
Escena de la segunda liga alemana, Rolli-Teufel Ludwigshafen contra Ballbusters Würzburg (29 de abril de 2006)

Este tipo de deporte lo practican, normalmente, personas con limitaciones físicas grandes como esclerosis múltiple, parálisis cerebral, poliomielitis o tetraplejía.

## Historia
En los años setenta algunos colegios buscando un deporte que pudieran realizar los niños con discapacidad. De esa idea Surgía el hockey en silla de ruedas eléctrica, una adaptación del hockey patines, en el que se jugaban con una bola ligera de floorball, para que los jugadores pudieran empujarla con sticks (de mano) con facilidad, pero en lugar de usar las piernas o los patines para desplazarse, se usa una silla de ruedas eléctrica. Las reglas son muy parecidas al hockey patines ya que también esta permitido jugar  por detrás de portería. 
La expansión del deporte en Europa fue rápida, y tuvo gran acogida ya que había una gran demanda de deportes para discapacitados.

## Concepto
Se juega en un campo de longitud entre 24 y 26 metros y de ancho entre 14 y 16 metros y que está limitado por bandas. 
La portería mide 2,40 m de largo, 0,40 m de profundidad y 0,20 m de altura. Están posicionados como en el hockey sobre hielo: así se puede jugar también detrás de la portería.
Se juega en silla de ruedas eléctrica.
Cada jugador tiene un stick. Si por limitaciones físicas no puede cogerlo con la mano o moverlo con el brazo, se usa un stick de pie que se monta fijo en la silla.
Cada uno de los dos equipos que juega tiene 5 jugadores (un portero y cuatro jugadores del campo) con sticks de pie y sticks de mano. 
Para esto hay dos tiempos de 20 minutos con 10 minutos de pausa entre ellos. 
El objetivo es meter la pelota con la ayuda de los sticks en la portería del otro equipo.

## Reglamento
La asociación internacional, IWAS Committee Electric Wheelchair Hockey, forma la base del reglamento, cada país puede adaptarla o complementarla para competiciones nacionales. A muy grandes rasgos el reglamento se basa en lo siguiente:
El portero y un jugador del campo tienen que usar un stick de pie, los otros tres jugadores del campo pueden usar sticks de mano. Debido a que las limitaciones de los jugadores son muy diferentes, hay un sistema de valoración para los jugadores. Pueden tener entre uno y cinco puntos: un punto para jugadores que solamente pueden jugar con un stick de pie, dos puntos para jugadores con stick de mano con limitaciones grandes, tres puntos para jugadores con stick de mano con limitaciones medias, cuatro puntos para jugadores con stick de mano con limitaciones pequeñas y cinco puntos para jugadores con stick de mano sin limitaciones. La suma de los cinco jugadores, que están en el campo, de un equipo no puede superar 12 puntos.
Los goles anotados por los T-stick valen el doble que los goles anotados, por los jugadores con stick de mano debido a la mayor dificultad para marcar con el stick de pie. Esta regla entró en vigor en el clasificatorio para el europeo celebrado en Praga en octubre de 2019. 
Se juega en equipos mixtos y sin categorías de edad.

## Competiciones

### Equipos
En este momento (junio de 2021) hay seis equipos en España:
- Asociación de Ocio y Deporte COMKEDEM (Barcelona)
- Asociación Discapacidados Barbera -ADB (Barberá del Vallés, Barcelona)
- Levante U.D. Masclets (Valencia)
- Club Patín Alcobendas (Alcobendas, Madrid)
- Dracs CEA (Granollers, Barcelona)
- FDI Sansa (San Sebastián, Guipúzcoa)

### Competiciones autonómicas
En las Autonomías Cataluña, Madrid y Valencia hay equipos. Los tres equipos de la provincia de Barcelona forman la liga catalana, que juegan en seis días durante la temporada para determinar el campeón. Además todos los equipos catalanes juegan en primavera por la Copa de Cataluña.
Resultados de la Liga Catalana:
| Año       | Resultados Finales | Resultados Finales | Resultados Finales | Resultados Finales |
| Año       | Campeón            | 2. Puesto          | 3. Puesto          |                    |
| --------- | ------------------ | ------------------ | ------------------ | ------------------ |
| 2011-2012 | Dracs Guttmann     | Comkedem           |                    |                    |
| 2012-2013 | CED San Rafael     | ADB                | Comkedem           |                    |
| 2013-2014 | CED San Rafael     | ADB                | Comkedem           |                    |
| 2014-2015 | CED San Rafael     | ADB                | Comkedem           |                    |
| 2015-2016 | ADB                | Comkedem           | Dracs Guttmann     |                    |
| 2016-2017 | ADB                | Comkedem           | Dracs Guttmann     |                    |
| 2017-2018 | ADB                | Comkedem           | Dracs Guttmann     |                    |
| 2018-2019 | ADB                | Comkedem           | Dracs Guttmann     |                    |
| 2020-2021 | Dracs Guttmann     | ADB                | Comkedem           |                    |

Resultados de la Copa Catalana:
| Año       | Lugar         | Resultados Finales | Resultados Finales | Resultados Finales | Resultados Finales |
| Año       | Lugar         | Campeón            | 2. Puesto          | 3. Puesto          |                    |
| --------- | ------------- | ------------------ | ------------------ | ------------------ | ------------------ |
| 2013-2014 | Cervera       | ADB                | CED San Rafael     | Comkedem           |                    |
| 2014-2015 | Reus          | CED San Rafael     | ADB                | Comkedem           |                    |
| 2015-2016 | Calella       | ADB                | Comkedem           | Dracs Guttmann     |                    |
| 2016-2017 | Bañolas       | ADB                | Comkedem           | Dracs Guttmann     |                    |
| 2017-2018 | Manresa       | ADB                | Comkedem           | Dracs Guttmann     |                    |
| 2018-2019 | Malgrat       | ADB                | Comkedem           | Dracs Guttmann     |                    |
| 2020-2021 | Torredembarra | Dracs Guttmann     | ADB                | Comkedem           |                    |

Resultados de la Supercopa Catalana:
| 2013-2014 | Villafranca              | ADB   | CED San Rafael |
| 2014-2015 | Malgrat                  | ADB   | CED San Rafael |
| 2016-2017 | Malgrat                  | ADB   | Comkedem       |
| 2017-2018 | Malgrat                  | ADB   | Comkedem       |
| 2018-2019 | Santa Margarita y Monjós | ADB   | Comkedem       |
| 2020-2021 | Malgrat                  | Dracs | ADB            |

### Competiciones nacionales
Una vez por año, todos los equipos pueden jugar en el Campeonato de España de Clubs.
| Año                         | Lugar                            | Resultados Finales    | Resultados Finales                    | Resultados Finales    | Resultados Finales |
| Año                         | Lugar                            | Campeón               | 2. Puesto                             | 3. Puesto             |                    |
| --------------------------- | -------------------------------- | --------------------- | ------------------------------------- | --------------------- | ------------------ |
| 2003 - 2004, 1. Campeonato  | Barberá del Vallés (Barcelona)   | Levante U. D. Masclet | Dracs Guttmann                        | BCN Crackers          |                    |
| 2004 - 2005, 2. Campeonato  | Mataró (Barcelona)               | Levante U. D. Masclet | Amigos de La Bocia                    | Dracs Guttmann        |                    |
| 2005 - 2006, 3. Campeonato  | Sitges (Barcelona)               | AD Barbera            | Asociación de Ocio y Deporte COMKEDEM | Dracs Guttmann        |                    |
| 2007 - 2008, 4. Campeonato  | Valencia                         | Levante U. D. Masclet | Asociación de Ocio y Deporte COMKEDEM | AD Barbera            |                    |
| 2008 - 2009, 5. Campeonato  | Cambrils (Tarragona)             | Levante U. D. Masclet | Asociación de Ocio y Deporte COMKEDEM | Dracs Guttmann        |                    |
| 2009 - 2010, 6. Campeonato  | San Pedro de Pinatar (Murcia)    | AD Barberà            | CP Alcobendas                         |                       |                    |
| 2010 - 2011, 7. Campeonato  | Alcobendas (Madrid)              | AD Barbera            | CP Alcobendas                         | Dracs Guttmann        |                    |
| 2011 - 2012, 8. Campeonato  | El Prat de Llobregat (Barcelona) | Levante U. D. Masclet | CP Alcobendas                         | Dracs Guttmann        |                    |
| 2012 - 2013, 9. Campeonato  | Alcobendas (Madrid)              | CP Alcobendas         | Levante U. D. Masclet                 | CED San Rafael        |                    |
| 2013 - 2014, 10. Campeonato | Valencia                         | Levante U. D. Masclet | AD Barbera                            | CP Alcobendas         |                    |
| 2014 - 2015, 11. Campeonato | Alcobendas (Madrid)              | CED San Rafael        | AD Barbera                            | Club HSRE Magerit     |                    |
| 2015 - 2016, 12. Campeonato | Palafolls (Barcelona)            | AD Barbera            | Club HSRE Magerit                     | CP Alcobendas         |                    |
| 2016 - 2017, 13. Campeonato | Valencia                         | AD Barbera            | Club HSRE Magerit                     | CP Alcobendas         |                    |
| 2017 - 2018, 14. Campeonato | Alcobendas (Madrid)              | AD Barbera            | CP Alcobendas                         | Levante U. D. Masclet |                    |
| 2018 - 2019, 15. Campeonato | Barberà del Vallès (Barcelona)   | AD Barbera            | CP Alcobendas                         | Levante U. D. Masclet |                    |
| 2020 - 2021, 16. Campeonato | Valencia                         | AD Barbera            | CP Alcobendas                         | Levante U. D. Masclet |                    |
| 2021 - 2022, 17. Campeonato | Alcobendas (Madrid)              | Dracs CEA             | AD Barbera                            | CP Alcobendas         |                    |

Resultados de los Campeonatos de España de Comunidades Autónomas:
| Año  | Lugar      | Resultados Finales | Resultados Finales | Resultados Finales | Resultados Finales |
| Año  | Lugar      | Campeón            | 2. Puesto          | 3. Puesto          |                    |
| ---- | ---------- | ------------------ | ------------------ | ------------------ | ------------------ |
| 2012 | Zaragoza   | Valencia           | Madrid             | Cataluña           |                    |
| 2013 | Reus       | Valencia           | Cataluña           |                    |                    |
| 2014 | Reus       | Cataluña           | Madrid             | Valencia           |                    |
| 2015 | Zaragoza   | Cataluña           | Madrid             | Valencia           |                    |
| 2016 | Zaragoza   | Cataluña           | Madrid             | Valencia           |                    |
| 2018 | Zaragoza   | Cataluña           | Madrid             | Valencia           |                    |
| 2019 | Alcobendas | Cataluña           | Madrid             | Valencia           |                    |
| 2021 | Oviedo     | Cataluña           | Madrid             |                    |                    |
| 2022 | La Roda    | Cataluña           | Madrid             | Valencia           |                    |

### Competiciones internacionales
Internacionalmente, ha habido campeonatos mundiales en los años 2004, 2010, 2014, 2018 y 2022; España participó la primera vez en 2022, después de formar una selección española desde 2014.
| Año  | Fecha       | Lugar                       | Resultados Finales | Resultados Finales | Resultados Finales | Resultados Finales |
| Año  | Fecha       | Lugar                       | Campeón            | 2. Puesto          | 3. Puesto          |                    |
| ---- | ----------- | --------------------------- | ------------------ | ------------------ | ------------------ | ------------------ |
| 2004 | 11.6.-13.6. | Helsinki (Finlandia)        | Países Bajos       | Alemania           | Italia             |                    |
| 2010 | 1.11.-8.11. | Lignano Sabbiadoro (Italia) | Alemania           | Países Bajos       | Finlandia          |                    |
| 2014 | 6.8.-10.8.  | Múnich (Alemania)           | Países Bajos       | Bélgica            | Finlandia          |                    |
| 2018 | 24.9.-1.10. | Lignano Sabbiadoro (Italia) | Italia             | Dinamarca          | Países Bajos       |                    |
| 2022 | 9.8.-14.8.  | Sursee (Suiza)              | Dinamarca          | Países Bajos       | Suiza              |                    |

### Selección Española HSREEspañaEspaña
| País               | Puntuación |
| ------------------ | ---------- |
| 1 Dinamarca        | 102.72     |
| 2 Países Bajos     | 85.66      |
| 3 Suiza            | 76.86      |
| 4 Italia           | 68.24      |
| 5 Finlandia        | 60.21      |
| 6 Alemania         | 59.44      |
| 7 España           | 36.27      |
| 8 Bélgica          | 33.55      |
| 9 Canadá           | 22.77      |
| 10 Australia       | 10.53      |
| 11 República Checa | 8.10       |
| 12 Eslovenia       | 2.66       |

La selección debutó por primera vez en el Iwas Powerchair Hockey en el European Championship 2016 que tuvo lugar del 13 al 17 de julio en la ciudad holandesa de Rijp. 
La selección española compitió en el grupo A grupo compuesto por la selección Holandesa en ese momento campeona de Europa, Alemania y suiza un grupo realmente duro.
En su primer partido, la selección española cayó ante Suiza por 14-4. Un resultado muy engañoso ya que al descanso el luminoso marcaba de 5 a 4 para el equipo suizo. 
Fue en la segunda parte cuando empezó a notarse la poca experiencia española en competiciones internacionales que, finalmente, le llevó a la derrota.
En segundo encuentro, disputado ante Alemania, España jugó un buen partido, pero el equipo caía por 9 a 4.
En el encuentro que cerraba la fase de grupos, el combinado nacional caía 16-1 ante la anfitriona Holanda, que a la postre de la competición volvía a coronarse como mejor equipo europeo de Powerchair.
En la penúltima jornada del europeo se disputaron los playoffs para dilucidar en la última jornada los partidos que marcarían la clasificación final. España se enfrentaba a Dinamarca y con una gran defensa y una buena primera mitad, se llegaba a la media parte con un resultado de uno abajo 3-2 contra Dinamarca. Ya en la segunda parte, los daneses hicieron valer la experiencia y calidad y consiguiendo finalmente la victoria por 8-3.
A España le tocaba luchar por el séptimo y octavo puesto ante Finlandia para cerrar el Europeo, en un encuentro que acabó 10-2 y en el que la falta de concentración y sobre todo el desgaste debido a los partidos disputados durante toda la competición y la falta de experiencia de los españoles volvieron a ser claves.
España finalizaba el europeo en el octavo puesto pero con el reconocimiento y ovación en el acto de entrega de premios por parte de todos los equipos participantes y público que asistió poniendo el colorido a un campeonato de Europa que pasara a la historia este deporte y del deporte español.